# Ražanj
Ražanj je vesnice a přímořské letovisko v Chorvatsku v Šibenicko-kninské župě, spadající pod opčinu Rogoznica. Nachází se asi 25 km západně od Trogiru. V roce 2011 zde žilo 161 obyvatel.
K vesnici připadají též vesničky Luka, Mezaroca, Ploča a Podljoljinica. Dříve k Ražanji připadala i vesnice Stivašnica.
Obyvatelé se zde věnují převážně rybolovu a turistickému ruchu.